# کوین دیویس
کوین دیویس (به انگلیسی: Kevin Davies) بازیکن فوتبال زادهٔ ۲۶ مارس ۱۹۷۷ اهل انگلستان است که سابقهٔ بازی در تیم ملی فوتبال انگلستان را در کارنامهٔ خود دارد. وی در تاریخ ۱۰ اکتبر ۲۰۱۰ تنها بازی ملی خود را در مقابل تیم ملی فوتبال مونته‌نگرو انجام داد.